# Miljöfond
Miljöfond är en typ av fond som i sin investeringsfilosofi söker en närmast fullständig exponering mot företag verksamma i branscher som på något sätt strävar efter att bidra till ett uthålligare nyttjande av jordens tillgångar. Ingår i kategorin SRI-fonder, fonder som i sin placeringsinriktning tar särskilda hänsyn till t.ex. miljö eller sociala faktorer.
Dessa branscher kan sortera under de tre övergripande kategorierna 
- Förnybara energikällor
- vattenhantering (rening, besparing, effektivisering, avloppsvattenhantering)
- miljöteknik

En miljöfond kan också vara en fond-i-fond, som investerar i andra fonder med just detta fokus. 